# Sint-Olafkerk (Bornholm)
De Sint-Olafkerk of Kerk van Olsker (Deens: Sankt Ols Kirke, Olsker Kirke) is een rond kerkgebouw in het dorp Olsker op het Deense eiland Bornholm. De romaanse kerk dateert uit de 12e eeuw en had net als de andere ronde kerken op het eiland de functie van weerkerk.

## Geschiedenis
De kerk werd gebouwd in opdracht van het domkapittel van Lund en vernoemd naar koning Olaf II die bij de Slag bij Stiklestad in 1030 sneuvelde. In 1378 wordt de kerk in documenten beschreven als Ecclesia sancti Olaui. Na de reformatie kwam de kerk toe aan de Deense kroon. In de 19e eeuw werd het een zelfstandige parochiekerk.
De kerk werd in 2004 gerestaureerd door Nils-Holger Larsen.

## Beschrijving
Met een (tot de punt van het kegeldak gerekende) hoogte van 28 meter is de Sint-Olafkerk de hoogste van de vier ronde kerken op Bornholm. De muren van het bouwwerk bestaan uit granieten veldstenen, de deuromlijstingen werden van kalksteen gemaakt. Voordat het kegeldak werd geplaatst, werd het dak gevormd door een platform met een borstwering dat werd gebruikt voor defensieve doeleinden. De negen openingen in de muur op de bovenverdieping betreffen schietgaten, de kleinere gaten daarboven waren voor de balken die een houten galerij droegen. De nauwe doorgang naar de bovenverdiepingen maakte het voor indringers vrijwel onmogelijk om het bouwwerk te veroveren. Het kerkgebouw staat op een strategische hoogte van 112 meter boven zeeniveau. Met name de West-Slavische Wenden, maar ook andere stammen, bedreigden het eiland in de strijd om de heerschappij in het Oostzeegebied.
De kerk heeft een ringvormig tongewelf met een centrale pijler voor het ondersteunen van de bovenverdiepingen. De hoogte van het cilindrische kerkschip is met 13 meter ongeveer even hoog als die van de kerk van Østerlars. De Olafkerk kent een klein koor en een kleine apsis. De voorhal van de kerk is waarschijnlijk middeleeuws, maar de beide westelijke steunberen werden in 1825 toegevoegd om instorting van het gebouw te voorkomen. De klokkentoren werd tegen het eind van de 18e eeuw gebouwd.

## Interieur
Tijdens de restauratie van de kerk in 1911 en 1950-1952 werden fresco's ontdekt in het kerkschip en het koor uit ten minste drie verschillende periodes. De oudste muurschilderingen dateren uit de 14e eeuw. De staat van de fresco's is echter slecht, met name die in het kerkschip. Over het bovenste deel van de centrale zuil en een deel van het tongewelf is nog florale muurdecoratie te zien.
De renaissancistische kansel dateert uit de 16e eeuw en behoort tot de oudste preekstoelen van het land. Het altaarbeeld in de apsis werd in 1950 door de beeldhouwer Gunnar Hansen van keramiek gemaakt.

## Afbeeldingen

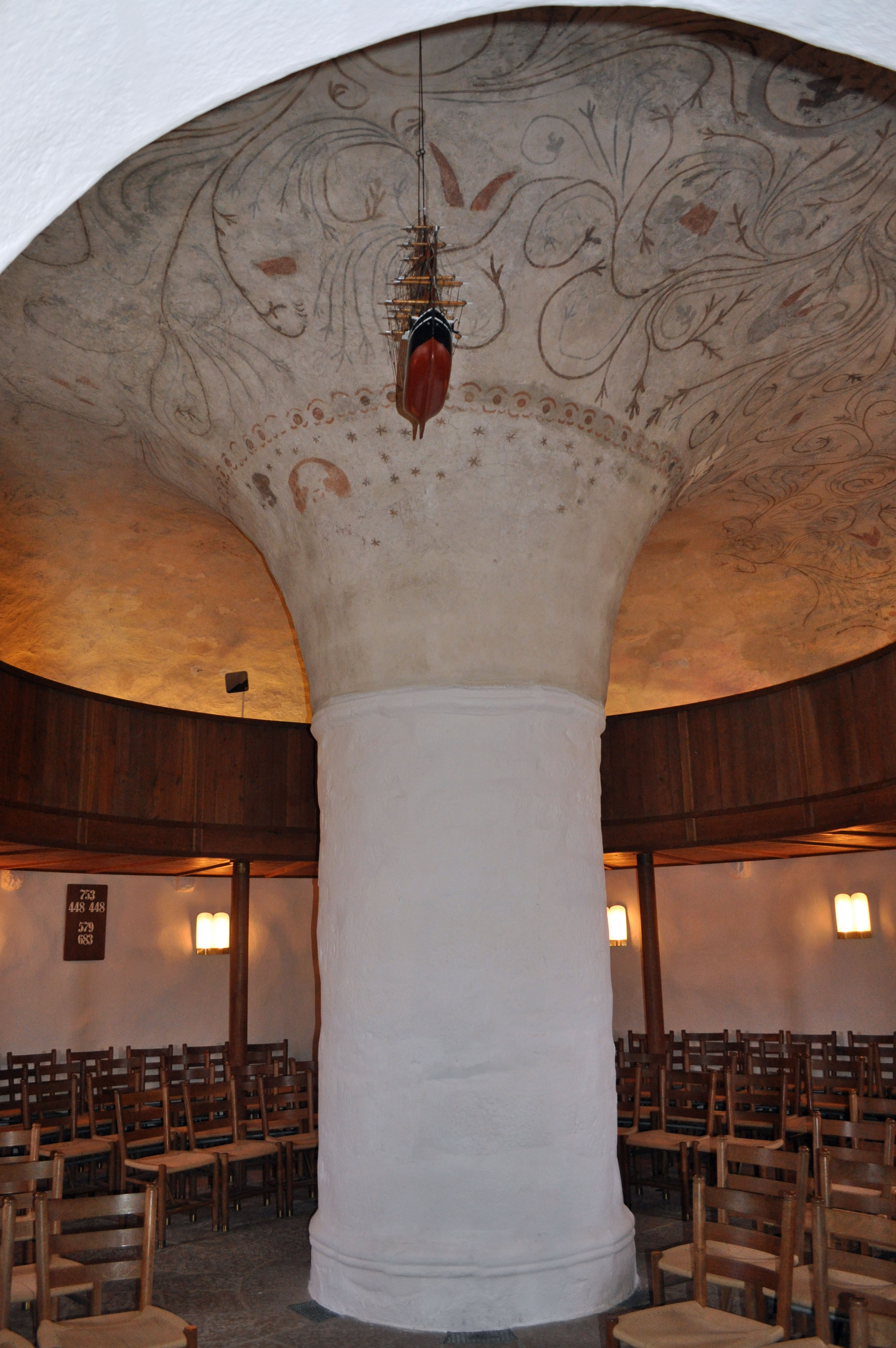
Centrale pijler en muurschildering
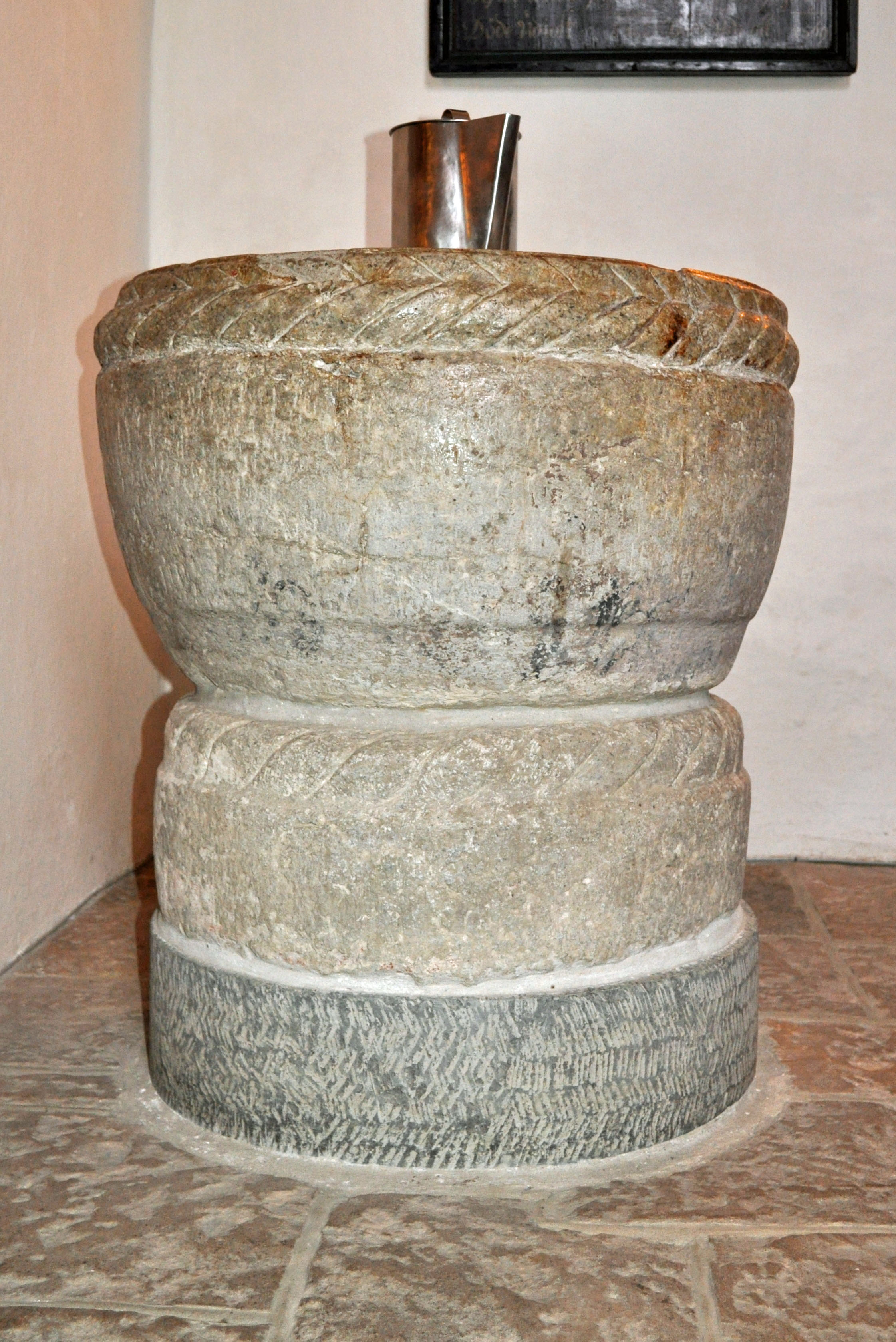
Doopvont
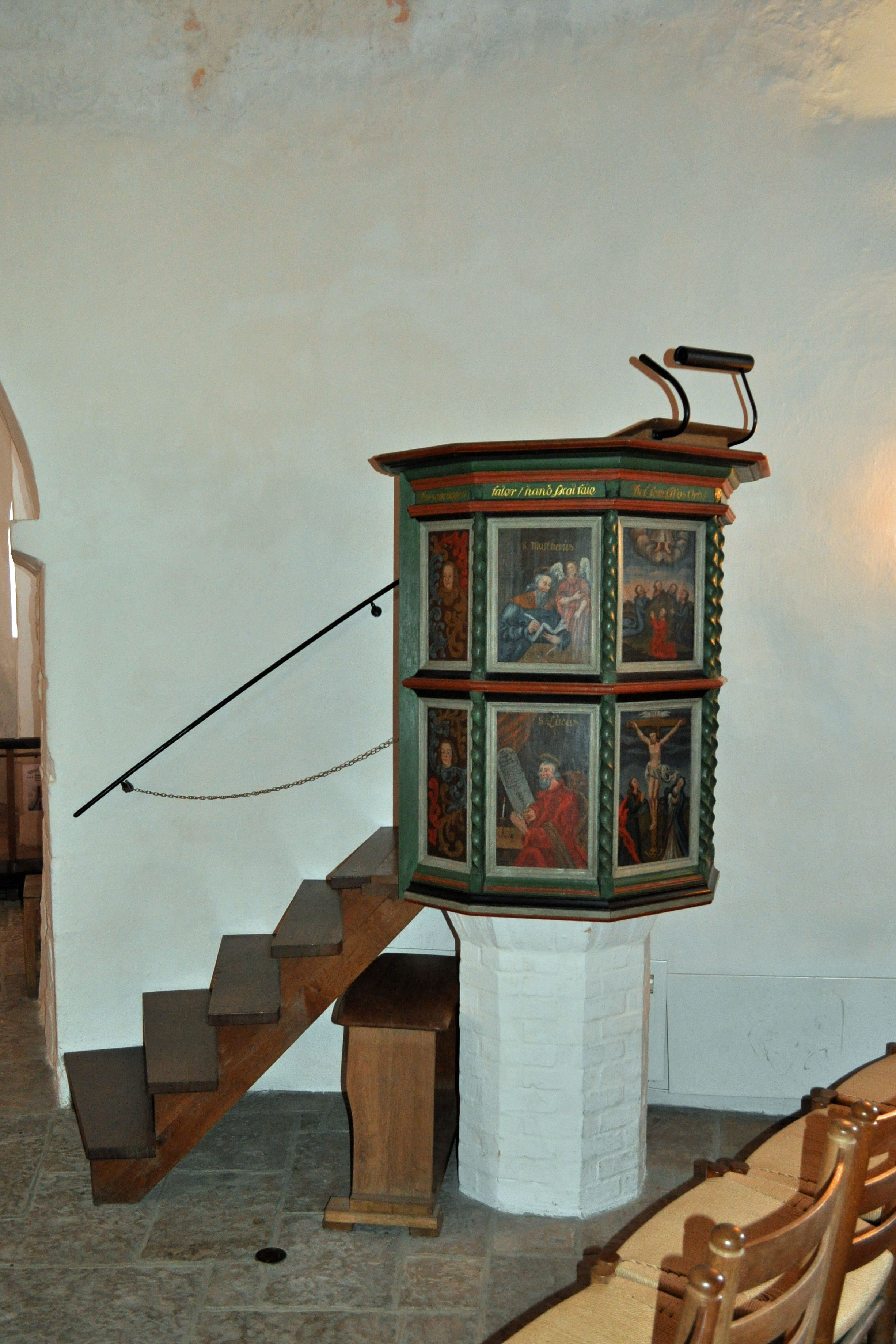
Kansel
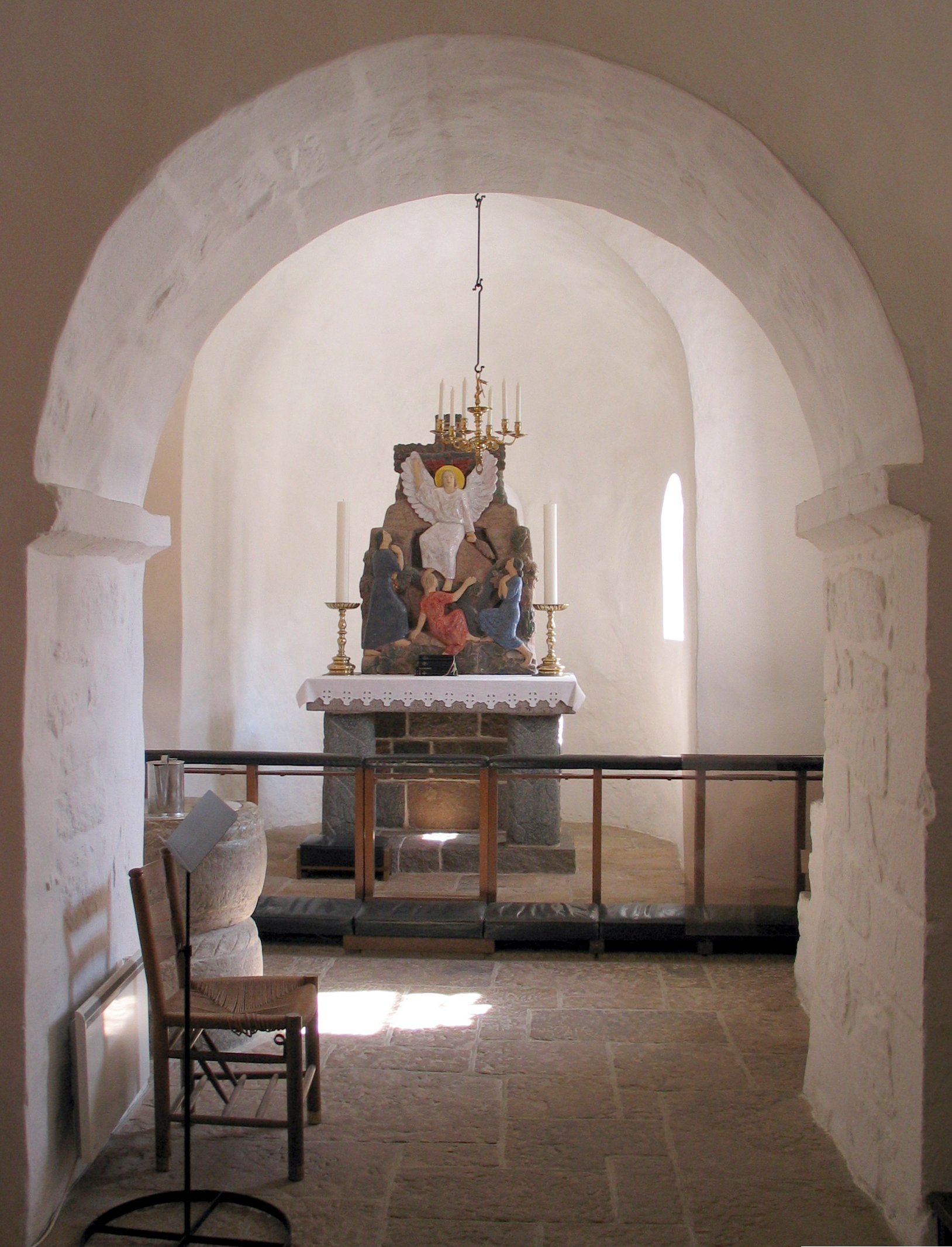
Koor en apsis
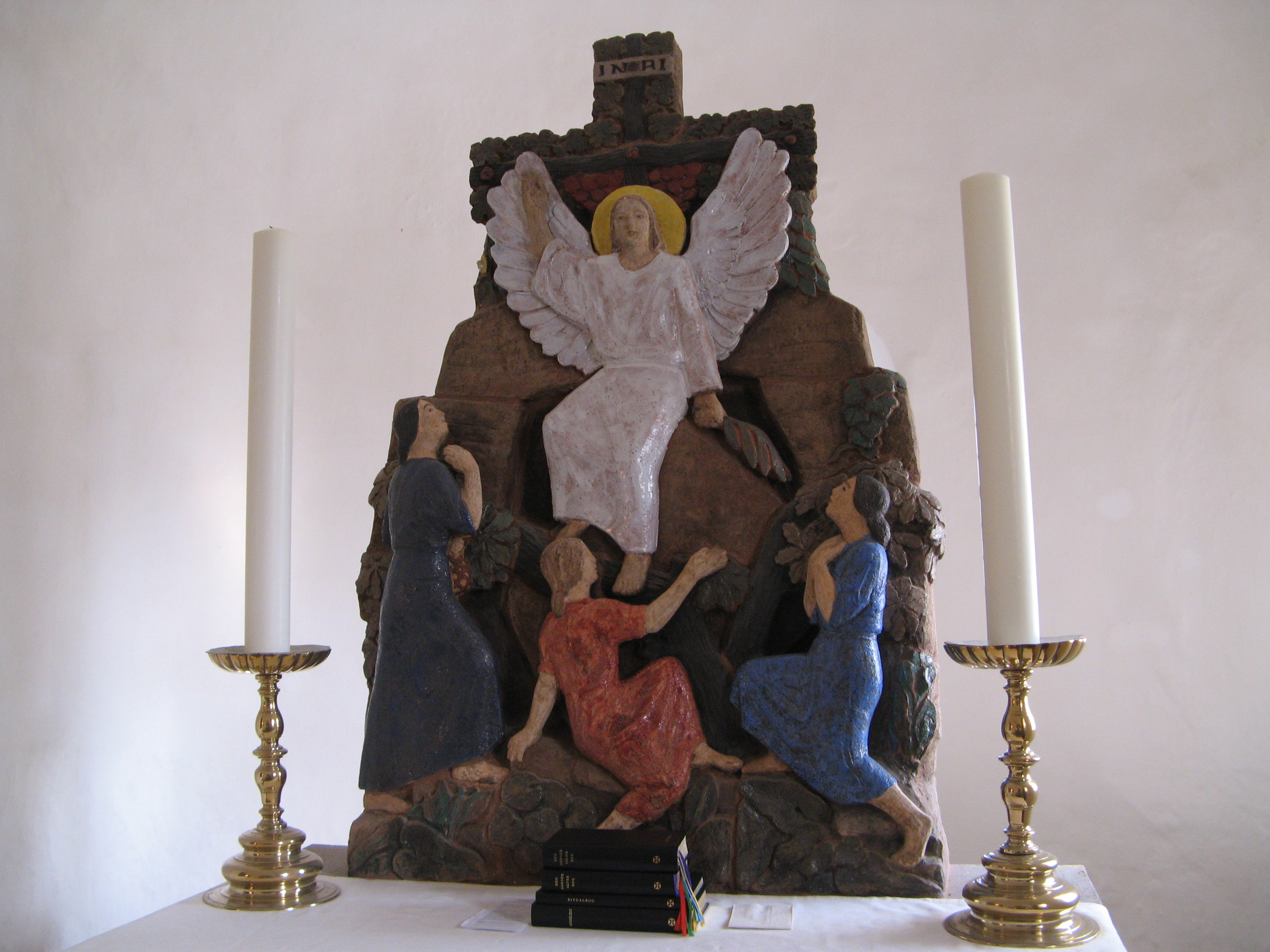
Altaarbeeld
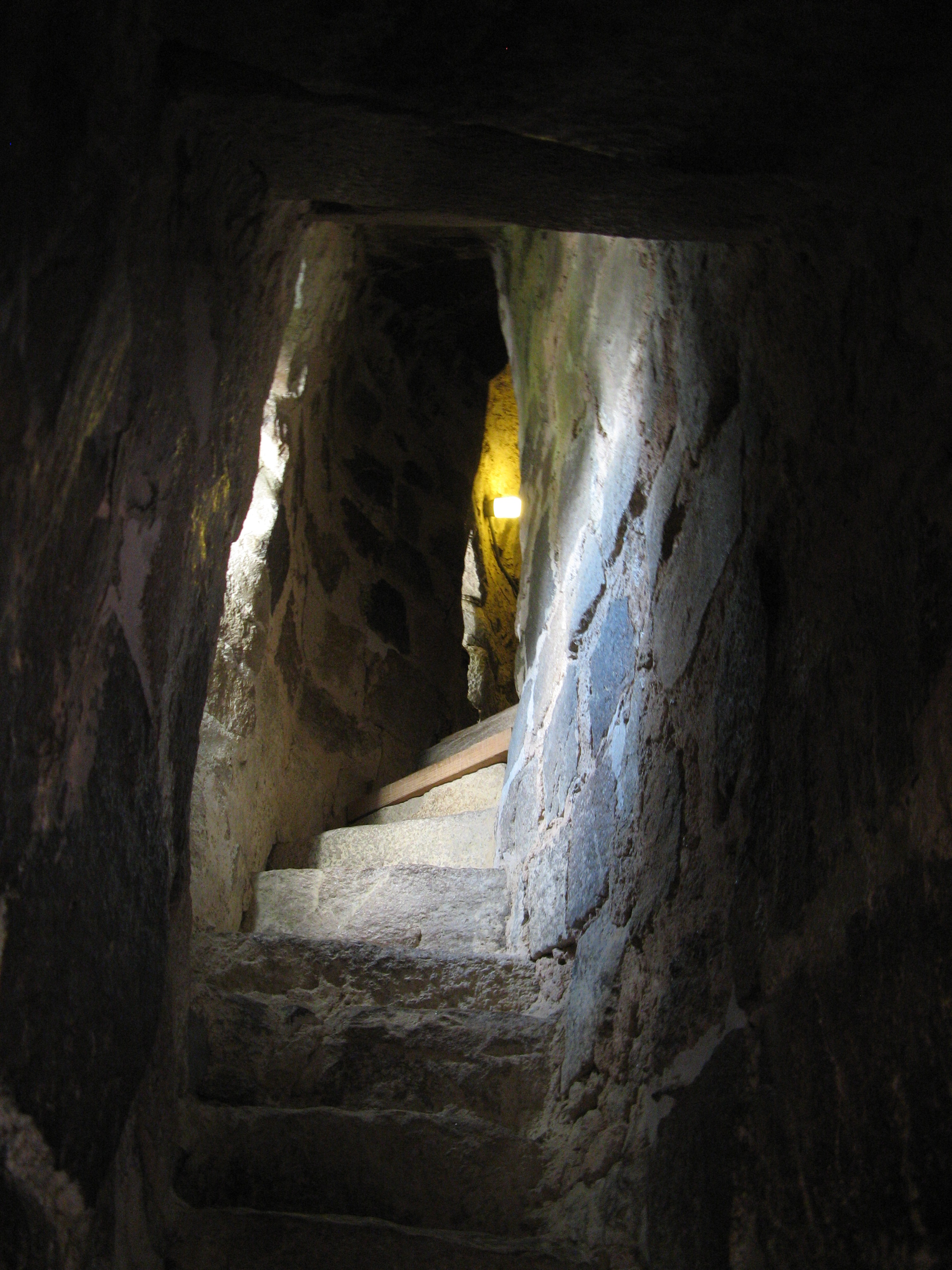
Doorgang naar boven